# Perdiz-do-sujuão
Perdiz-do-sujuão, perdiz-de-sujuão ou perdiz-montesa-de-peito-ruivo (Arborophila rufipectus) é uma espécie de ave da família Phasianidae.

## Distribuição e habitat
Apenas pode ser encontrada na China.
Os seus habitats naturais são: florestas temperadas.
Está ameaçada por perda de habitat.